# Hedychium aureum
Hedychium aureum är en enhjärtbladig växtart som beskrevs av Charles Baron Clarke, Horace Mann och John Gilbert Baker. Hedychium aureum ingår i släktet Hedychium och familjen Zingiberaceae. Inga underarter finns listade i Catalogue of Life.